# Antopetitia abyssinica
Antopetitia abyssinica är en ärtväxtart som beskrevs av Achille Richard. Antopetitia abyssinica ingår i släktet Antopetitia och familjen ärtväxter. Inga underarter finns listade i Catalogue of Life.